# 宗寶
宗宝，是《三国演义》中的虚构人物，北海郡太守孔融的部将。
黄巾军残部管亥率軍数万攻打北海，孔融大惊，派本部人马出城迎战。管亥出马说想要借粮一万石，孔融说自己是大汉之臣，守大汉之地，岂有粮米给贼寇。管亥舞刀，直取孔融。宗宝挺枪出马，战不数合，被管亥一刀砍宗宝于马下。孔融兵大乱，奔入北海城内。